# フェスタス・オニグビンデ
フェスタス・オニグビンデ（Festus Onigbinde、1938年3月5日 - ）は、ナイジェリアの元サッカー指導者。

## 来歴
2002年にナイジェリア代表監督を務めた。2002 FIFAワールドカップで指揮を執ったが、1分2敗でグループステージ最下位となり敗退した。ナイジェリアはワールドカップ3回目の出場で初のグループステージ敗退だった。